# Petra Schneider
Petra Schneider (Chemnitz, 11 januari 1963) is een Oost-Duits zwemster.

## Biografie
Schneider won tijdens de Olympische Zomerspelen van 1980 de gouden medaille op de 400m wisselslag in een wereldrecord en de zilveren medaille op de 400m vrije slag.
Daarnaast won Schneider twee wereldtitels

## Internationale toernooien
| Jaar | Olympische Spelen                 | Wereldkampioenschappen                                                   | Europese kampioenschappen         |
| ---- | --------------------------------- | ------------------------------------------------------------------------ | --------------------------------- |
| 1978 |                                   | 5e 200m wisselslag · 400m wisselslag                                     |                                   |
| 1979 |                                   |                                                                          |                                   |
| 1980 | 400m vrije slag · 400m wisselslag |                                                                          |                                   |
| 1981 |                                   |                                                                          | 200m wisselslag · 400m wisselslag |
| 1982 |                                   | 400m vrije slag · 4e 800m vrije slag · 200m wisselslag · 400m wisselslag |                                   |
| 1983 |                                   |                                                                          | 400m wisselslag                   |

1964: Donna de Varona ·
1968: Claudia Kolb ·
1972: Gail Neall ·
1976: Ulrike Tauber ·
1980: Petra Schneider ·
1984: Tracy Caulkins ·
1988: Janet Evans ·
1992: Krisztina Egerszegi ·
1996: Michelle Smith ·
2000: Jana Klotsjkova ·
2004: Jana Klotsjkova ·
2008: Stephanie Rice ·
2012: Ye Shiwen ·
2016: Katinka Hosszú ·
2020: Yui Ohashi ·
2024: Summer McIntosh
- Gemeinsame Normdatei: 1353016021
- Virtual International Authority File: 5043173669160707660009